# 莱芜县
莱芜县为中国古旧县名，所辖范围约为今山东省济南市莱芜区、钢城区（原莱芜市）一带，古称嬴、牟，历来是兵家必争之地，春秋时期这里发生过长勺之战。
武周长安四年（704年）置，治所在今山东省济南市莱芜区南文字村。属兖州。后废。寻复置。北宋末属袭庆府。金朝时，移治今市。金、元、明属泰安州，清属泰安府。抗日战争期间曾分设莱芜、博莱、新甫三县。1983年撤销，改设莱芜市。2019年撤销莱芜市，将其下属的莱城区以及钢城区两区并入北边的济南市。 